# Ökumenikus Ifjúsági Iroda

## Az iroda létrejötte
A magyarországi ökumené és a 2000. millenniumi esztendő jelentős eseménye volt, hogy a magyar katolikus egyház, a Magyarországi Református Egyház, a Magyarországi Evangélikus Egyház közös elhatározással megalapította az Ökumenikus Ifjúsági Irodát (ÖKI). A három egyház hivatásaként ismerte fel, hogy az ifjúsági munka terén való közös fellépés mind egyházaink együttműködése szempontjából, mind a magyar társadalomban betöltött szerepükből adódóan nagy jelentőségű. A gyakorlati megvalósításból adódó feladatok összefogására a három keresztény egyház, állami támogatást is felhasználva hozta létre az Irodát.

## Mit jelent az ÖKI logó?
A logó közepén a kereszt látszik, amelyet négy, formára és méretre nézve különböző körnegyed vesz körül. Nem vehetnénk el egyetlen körnegyedet sem anélkül, hogy a kereszt képe ne sérülne, ne tűnne el. Hasonlóképp a keresztény felekezetek is közösen tesznek tanúbizonyságot Krisztus szeretetéről. Ha ezt nem közösen teszik, ha valamelyik körnegyed hiányzik, bizonyságtételük hitelessége csorbul.
A körnegyedek nem egyformák, de ettől függetlenül részei az egésznek. A keresztény egyházak sem egyformák, nemcsak méretre, hanem megjelenésükre, feladatvállalásukra nézve sem. Mégis mindegyik ugyanabból az „alapanyagból” készült, ugyanaz a színe a körnegyedeknek is.
A logót Kismarty-Lechner Balázs tervezte.

## Az iroda célja
A katolikus, református és evangélikus ifjúsági munka közös területeinek segítése, információgyűjtéssel, szervezéssel, kiadványokkal, források felkutatásával.
A három egyház ifjúsági munkatársainak rendszeres találkozók szervezése, és a különböző köztestületekbe, tanácsokba delegált egyházi képviselők munkájának segítése, koordinálása.
Hatékony együttműködés egyházaink országos és regionális irodáival.
Egyházi és nem egyházi érdeklődők számára információt nyújtani az egyházak ifjúsági munkájáról, a közösségek életéről, és ilyen módon kapcsolópontokat kialakítani a rendkívül gazdag egyházi ifjúsági-munka tapasztalatok felé.
A három egyház közös programjaként megvalósuló szimpóziumok, konferenciák, fesztiválok szervezése, ifjúsági információs kiadványok kiadása, ifjúsági vezetőképző kurzusok indítása, nemzetközi kapcsolatok kiépítése, a szociális segítő szolgálatok tevékenységének elősegítése.
Az egyházakhoz tartozó ifjúság érték- és érdekképviselete, közéleti szerepvállalásának segítése. E célból rendszeres kapcsolattartás az ifjúságpolitika kormányzati és civil szakembereivel, közösségeivel.
A széles körű és hatékony kapcsolattartás érdekében az Iroda munkatársainak részvétele különböző ifjúsági konferenciákon, nemzetközi tanácskozásokon.
Az Ökumenikus Ifjúsági Alapítvány közhasznú alapítvány.

## Az ÖKI által szervezett események
- 72 óra kompromisszum nélkül
- Keresztény Ifjúsági Kerekasztal
- Közös Pont